# Martin Glover
Martin Glover (* 27. prosince 1960), jinak zvaný Youth nebo Orion, je britský hudebník a hudební producent, baskytarista post-punkové skupiny Killing Joke a člen experimentálního dua The Fireman.
V mládí používal přezdívku Pig Youth, která vznikla podle jamajského diskžokeje Big Youthe, jenž byl na konci 70. let populární mezi londýnskými punkovými skupinami. Na přelomu let 1978 a 1979 se krátce po založení skupiny Killing Joke stal jejím členem, kde na pozici baskytaristy působí s několika přestávkami doposud. V letech 1982–1986 vedl svoji vlastní skupinu s názvem Brilliant, jež vznikla v důsledku sporů mezi hudebníky Killing Joke. Od roku 1993 spolupracuje s Paulem McCartneym v experimentálním duu The Fireman. Působí také jako hudební producent, produkoval alba různých interpretů, jako jsou např. Beth Orton, The Cult, The Orb, Echo & the Bunnymen, The Futureheads, Crowded House, The Verve a další. V roce 2014 se podílel na produkci alba The Endless River skupiny Pink Floyd.